# برايان جاكسون (لاعب كرة قدم)
برايان جاكسون (بالإنجليزية: Brian Jackson)‏ (2 فبراير 1936 في المملكة المتحدة - 1 يناير 1992) هو لاعب كرة قدم بريطاني في مركز نصف الجناح. لعب مع نادي بارنسلي ونادي روذرهام يونايتد وMaltby Main F.C. ‏.